# Jean Le Vacher

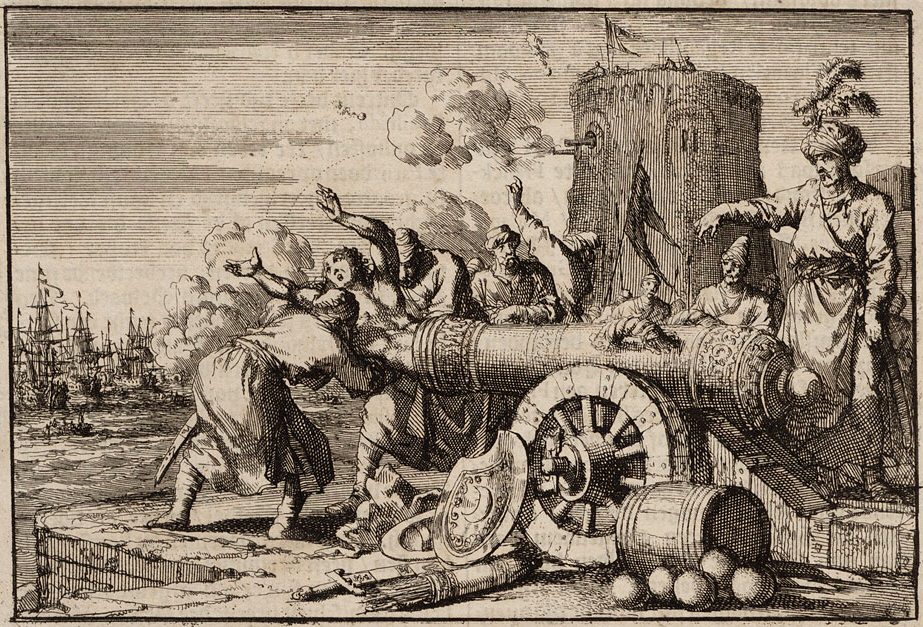
Gravure hollandaise de 1698. En représailles au bombardement d'Alger par les Français, les Algériens attachent le consul de France à la bouche d'un canon. Le supplicié est le vicaire apostolique Jean Le Vacher qui est projeté sur le navire-amiral de Duquesne le 26 juillet 1683.

Le Père Jean Le Vacher, né le 15 mars 1619 à Écouen, mort le 28 juillet 1683 à Alger, était un missionnaire lazariste, consul de France à Tunis puis à Alger.
Il est tout d'abord envoyé en novembre 1647 à Tunis par Vincent de Paul, rentre en France en 1666 au couvent Saint-Lazare puis part pour Alger en mai 1668.
Il y est nommé consul de France en 1676 et s'attire la sympathie du Dey.
Dans le contexte du bombardement d'Alger en 1682, il est faussement accusé de trahison, et meurt attaché au canon Baba Merzoug qui depuis reçut le surnom de La Consulaire.
Son successeur Joseph Gianola indique cependant dans une lettre que Jean Le Vacher fut enlevé par la maladie en l'an 1688.
En avril 1911, le nom de Jean Le Vacher ainsi que ceux d'André Piolle, de Nicolas Hugon de Basville, d'Antoine Bonnier, de Claude Roberjot, de Victor Fontanier, de Jules Moulin, de Léon Herbin et de quatre autres diplomates français morts victimes du devoir, sont gravés sur une plaque en marbre noir inaugurée par Jean Cruppi et fixée dans le péristyle précédant le vestibule du bâtiment des archives au ministère des Affaires étrangères.